# 岭南画派
岭南画派是广东画家组成的一个画派，创建于晚清时期；创始人为“二高一陈”，即高剑父、高奇峰及陈树人，也称“岭南三杰”。岭南画派为中国传统国画中的革命派，以创新为宗旨，是在西方艺术思潮的冲击下、近代中国艺术革新运动中逐步形成的。19世纪末，中国现代教育奠基人何子渊、丘逢甲等冲破顽固守旧势力的禁锢，积极创办和推广新式学堂，不仅培育了一大批思想进步锐意创新的社会精英，而且还催生了“折衷中西，融汇古今”的岭南画派，给岭南文化注入了勃勃生机，并为辛亥革命积蓄了巨大能量。
岭南画派主张引进西洋画法，融合中西绘画之长，以革命的精神和强烈的时代责任感改造中国画，并保持了传统中国画的笔墨特色，创制出有时代精神、有地方特色、气氛酣畅热烈、笔墨劲爽豪纵、色彩鲜艳明亮、水分淋漓、晕染柔和匀净的现代绘画新格局和创新作品。
第二代岭南画家以关山月、黎雄才、赵少昂、杨善深为代表，无论在题材与技法上比起“二高一陈”又有新的突破，被誉为当代岭南画派的四大画家。岭南画派和粤剧、广东音乐被称为“岭南三秀”。在二十世纪中国画坛上，岭南画派和京津画派、海上画派三足鼎立，是“现代中国画”的代表。

## 名称
“岭南画派”一词并非岭南画家自封。当时高剑父、高奇峰、陈树人三人以大胆创新的风格，在画坛别树一帜，时人称他们为“岭南三杰”，“岭南画派”之名也由此得来。而当时高、陈等对“岭南画派”之称号并不满意，因为它带有狭窄的地域性，容易被误解为只是地区性的画家团体，更没能体现出吸收海外画风而发扬国画的革新理想。高剑父便从未用过“岭南画派”这一名称，而宁可自称是“折衷派”，取其博采众长，合于一身之意。

## 历史

### 第一代岭南画家

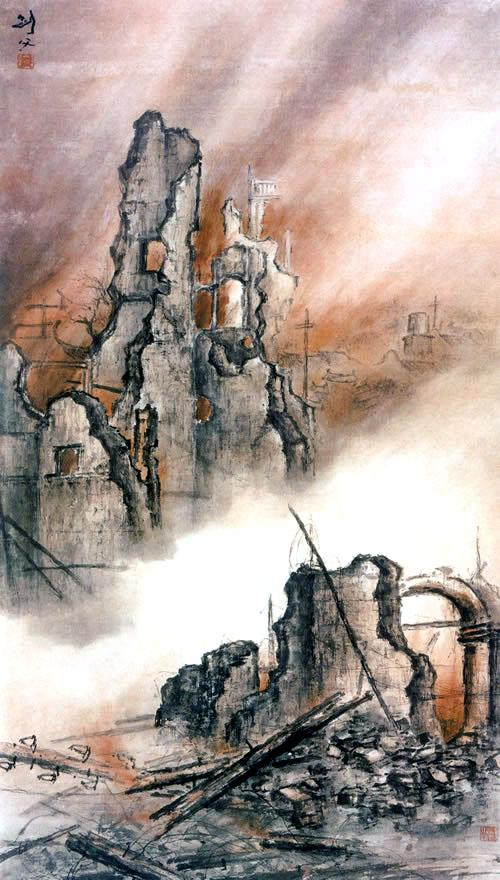
《東戰場的烈焰》，高剑父，1930年代，廣州藝術博物院

岭南画派之发端，可追溯至清末。鼻祖居巢、居廉皆善画花鸟鱼虫。高剑父、高奇峰、陈树人早年均师从居廉，但
高剑父、高奇峰、陈树人和高剑僧都曾留学日本，习日本画，都是同盟会会员，在艺术上主张「折衷东西方」。学成归国之后，他们认为国画不应该再停留在模仿古人的阶段，反对「师以临摹教其徒，父以临摹教其子」的恶习，主张师法自然，兼容中外，融合中国画、日本画以及西洋画的技法，创造出色彩鲜艳明亮，水分饱满，晕染匀净的新鲜风格。技法上弃用勾勒法，采用“没骨法”，以水墨渲染达到西洋画的光影效果。他们三人的代表作有《东战场上的烈焰》《松风水月图》（高剑父）《枫鹰图轴》（高奇峰）等。
高剑父和高奇峰都致力教学，学生众多。1924年，高剑父在广州创办春睡画院，先后任中山大学、南京中央大学教授。抗战时移居澳门，1946年返广州创办南中美术院并出任广州市立艺术学校校长。高奇峰则于1929年创立天风楼于广东，学生中著名的有黄少强等“天风七子”。陈树人有弟子刘春草。

### 第二代岭南画家
第二代岭南画家从民國初年起开始活跃于画坛，人数众多，代表人物为赵少昂、黎雄才、关山月、杨善深四人，被称为当代岭南画派四大画家。比起第一代岭南画家，第二代岭南画家更注重在重大题材的开拓和时代精神的体现，提出“笔墨当随时代”、“古为今用，洋为中用”，开创出自己的风格。

### 第三代岭南画家
第三代岭南画家，人数众多。師承趙少昂的有胡昌碩、胡宇基、歐豪年、朱慕蘭、黃磊生、盧清遠、譚聖卓、梁潔華、趙世光、李汝匡、林伯墀、羅志強 、何永祥等。国内有陈金章、伍嘉陵、梁世雄、楊之光、葉綠野、林鏞、王玉玨、 劉允衡、王鐵營[1]等。

## 技法
据王禮溥的看法，岭南画派在技法上的风格为：
1. 注重留白：岭南画派同传统国画一样，在布局时注重“虚实相生”，“用心于无笔墨处”，是对国画传统技法的继承。
2. 用笔注重骨法：岭南画派笔法变化繁复，在画面上造成反传统的效果，以达到气势磅礴、气韵生动的境界。
3. 画面赋色艳丽：受到西洋印象派的影响，岭南画派注重光的表现，画面赋色大都十分艳丽，这与强调“萧条则会笔墨之趣、淡漠则得笔墨之神”[9]的传统国画正好相反。
4. 背景着色渲染：自唐王维提出“画道之中，水墨为上”[10]的主张后，传统国画一直重水墨，舍彩色。岭南画派以色彩渲染衬托水墨，是对国画技法的一种创新。